# Su Sterru

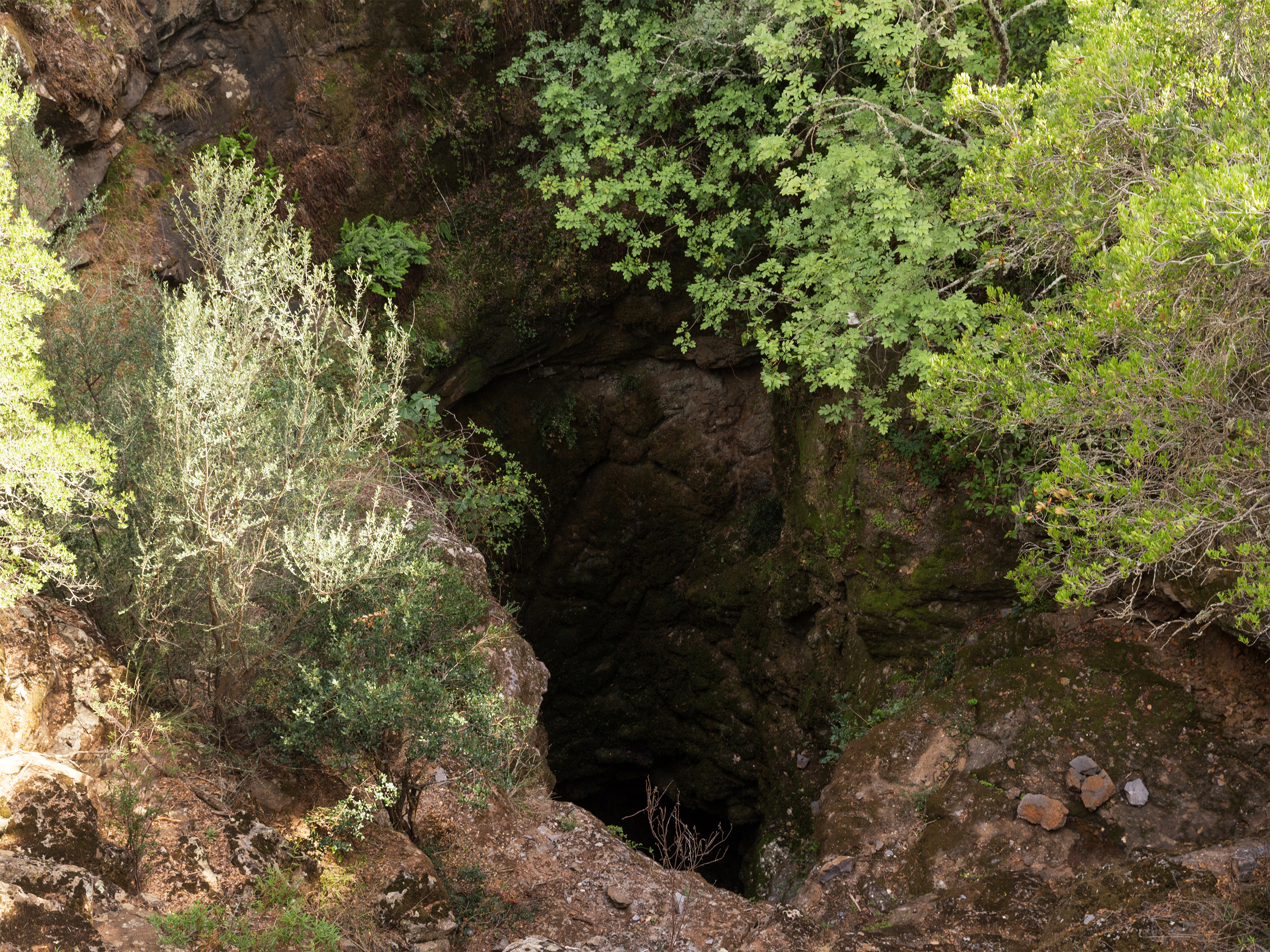
Su Sterru

Die etwa 270 m tiefe Karsthöhle Su Sterru (deutsch „der Schlund“), in der Voragine del Golgo auf der Hochebene Su Golgo bei Baunei in der Provinz Ogliastra auf Sardinien ist eine der tiefsten Grotten Sardiniens. Koordinatenlage: 40°05'01.7"N 9°40'25.2"E
Sie liegt etwa 400 Meter über dem Meeresspiegel und hat einen elliptischen Querschnitt. Im mittleren Teil ist der Schlund bis zu 25,0 Meter weit. 1957 erkundeten sardische Höhlenforscher den Abgrund zum ersten Mal und entdeckten, dass etwa nach den ersten dreißig Metern die Basaltschicht endete und Kalkstein den Untergrund bildete. Sie entdeckten, dass es sich bei dem für einen Vulkanschlund gehaltenen Loch um eine Karsthöhle handelte, die sich infolge der Erosion durch Regenwasser gebildet hatte. Der Basaltkorken, der zusammengebrochen war, hatte einen Millionen Jahre alten Karstbrunnen geöffnet.
Der Schlund ist seit 1993 ein „Naturdenkmal“ und wird von einer interessanten Tierwelt bevölkert, darunter der Duftende Höhlensalamander (Hydromantes imperialis), die Spinne Porrohomma errans und Krebstiere wie die Landassel Trischoniscus pusillus.
In der Nähe liegt die kleine Wallfahrtskirche San Pietro di Golgo mit dem menschengesichtigen Baitylos.